# Shanghai Stock Exchange
Shanghai Stock Exchange (forenklet kinesisk: 上海证券交易所, traditionel kinesisk: 上海證券交易所, pinyin: Shànghǎi Zhèngquàn Jiāoyìsuǒ) er en børs i Shanghai i Folkerepublikken Kina. Den er den største børs i Kina, og den femtestørste i verden.
Børsen blev etableret den 26. november 1990 som værdipapirbørs i Shanghai i bydelen Pudong, og blev åbnet for handel den 19. december 1990. I begyndelsen holdt børsen til på Astor House.

## SSE's Top 10 største børsnoterede selskaber
Kilde: Shanghai Stock Exchange (Markedsværdi i RMB/Kinesiske Yuan). Data efter markedsværdi. Opdateret 19. Marts 2008
1. PetroChina (3.656,20 mia.)
2. Industrial and Commercial Bank of China (1.417,93 mia.)
3. Sinopec (961,42 mia.)
4. Bank of China (894,42 mia.)
5. China Shenhua Energy Company (824,22 mia.)
6. China Life (667,39 mia.)
7. China Merchants Bank (352,74 mia.)
8. Ping An Insurance (272,53 mia.)
9. Bank of Communications (269,41 mia.)
10. China Pacific Insurance (256,64 mia.)

31°14′17.82″N 121°30′25.54″Ø / 31.2382833°N 121.5070944°Ø